# La discreta enamorada
La discreta enamorada es una obra de teatro de Lope de Vega, escrita en el año 1604.

## Sinopsis
La historia sucede en Madrid a finales de siglo XVI. En la calle de Los Jardines vive Fenisa con su madre, Belisa. Justo en frente, Lucindo con su padre, el capitán Bernardo, un militar retirado. Lucindo tiene relaciones con una mujer llamada Gerarda.
El capitán Bernardo solicita (y se le concede) la mano de Fenisa, pero ésta quiere evitar el matrimonio y conseguir el amor de Lucindo. Toda la trama de la obra trata sobre las maquinaciones de Fenisa para conseguirlo. 

## Personajes
- Belisa, viuda
- Fenisa, su hija
- Bernardo, capitán
- Lucindo, su hijo
- Hernando, criado
- Doristeo, gentilhombre
- Finardo, gentilhombre
- Gerarda, dama cortesana

## Producciones destacadas
- Teatro Español, Madrid, 6 de octubre de 1945
  - Director: Cayetano Luca de Tena.
  - Decorados: Sigfrido Burmann.
  - Adaptación: Agustín González de Amezúa.
  - Figurines: Emilio Burgos.
  - Intérpretes: Mercedes Prendes, Julia Delgado Caro, Porfiria Sánchez, José Rivero, José María Seoane, Verónica Beas.

- Festival de Teatro Clásico de Almagro. Claustro de los Dominicos, Almagro (Ciudad Real), 19 de julio de 1995.
  - Director: Miguel Narros.
  - Escenografía: Andrea D'Odorico.
  - Vestuario: Miguel Narros.
  - Intérpretes: Berta Riaza, Natalia Menéndez, María Luisa San José, Juanjo Artero, Joaquín Notario, José Navarro, Alberto Maravilla, Paco Casares, Alberto Gómez, José Manuel Ronda y Jesús Hernández.

- CNTC. Estreno en el Teatro Soho Caixabank, Málaga, 27 de abril de 2023, con la Joven Compañía Nacional de Teatro Clásico. Gira posterior por La Coruña, Barcelona, Alcalá de Henares, etc., y representación en la temporada del Teatro de la Comedia (Madrid).
  - Director: Lluís Homar.
  - Escenografía: José Novoa.
  - Vestuario: Deborah Macías.
  - Intérpretes: Íñigo Arricibita, Xavi Caudevilla, Montse Diez, Cristina García, Ania Hernández, Nora Hernández, Antonio Hernández Fimia, Lluís Homar, Pascual Laborda, Cristina Marín-Miró, Felipe Muñoz, Miriam Queba, María Rasco, Marc Servera.

## Adaptaciones
La obra se ha adaptado para televisión en tres ocasiones, todas ellas en Televisión Española:
- Teatro de siempre (27 de julio de 1970). Intérpretes: Mercedes Barranco, José Franco, Alicia Hermida, José Luis Lespe, Luisa Sala.
- Estudio 1 (20 de julio de 1980). Dirección: Cayetano Luca de Tena. Intérpretes: Violeta Cela, Jaime Blanch, Luis Prendes, Julia Trujillo, Fedra Lorente.
- Función de noche (17 de julio de 1996). Intérpretes: Natalia Menéndez, Juanjo Artero, Francisco Casares, Joaquín Notario, Berta Riaza, María Luisa San José.